# Miguel Vázquez (piłkarz)
Miguel Ángel Vázquez García (ur. 7 lutego 2004 w Querétaro) – meksykański piłkarz występujący na pozycji środkowego obrońcy, od 2022 roku zawodnik Amériki.